# Aleklätten
Berget Aleklätten, reser sig 134 meter över havet och ligger cirka 5 km nordost om Kungälv. Aleklätten är Romelanda sockens enda högre berg och ingår som etapp i Bohusleden. Uppe på berget finns lämningar av en medeltida borg.